# Fluoranteno
El fluoranteno es un hidrocarburo aromático policíclico (HAP) con fórmula molecular C16H10. Su nombre deriva de la fluorescencia que presenta a la luz UV. Al igual que los otros HAP, se produce durante la combustión de ciertos productos orgánicos. Es altamente carcinógeno (no demostrado).